# Symbiobacterium turbinis
Espèce
Symbiobacterium turbinis est une bactérie thermophile de coloration de gram négative mais dont la paroi cellulaire est typique des bactéries à Gram-positif.

## Historique
C'est le long des côtes du Pacifique au niveau d'Eno-shima (Japon), que la souche KY46 a été isolée d'un mollusque de l'espèce Turbo cornutus couramment appelé « turban ». Cette espèce a été décrite en même temps que les espèces S. ostreiconchae et S. terraclitae.

## Taxonomie

### Étymologie
L'étymologie de cette espèce Symbiobacterium turbinis est la suivante : tur.bi’nis. L. gen. masc. n. turbinis, venant de Turbo car la souche type de cette espèce a été isolée du mollusque « turban » de l'espèce Turbo cornutus,. Le nouveau nom a été validé également en 2015 par l'ICSP et publié dans le journal IJSEM.

### Phylogénie
Les analyses phylogénétiques des séquences de l'ARNr 16S de la souche KY46 ont démontré que cette bactérie appartient bien au genre Symbiobacterium. La séquence de cette souche est identique à 96,4 % de celle de Symbiobacterium thermophilum. Le groupe de bactéries des Symbiobacterium représente un cluster au sein de l'ordre Clostridiales mais distinct des autres familles.